# Stijn Stroobants
Stijn Stroobants (ur. 15 kwietnia 1984 w Vilvoorde) – belgijski lekkoatleta, skoczek wzwyż.
Brązowy medalista europejskiego festiwalu młodzieży (Murcja 2001). Jedenastokrotny mistrz Belgii seniorów, rekordzista kraju w juniorskich kategoriach wiekowych. Reprezentant Belgii w zawodach pucharu Europy oraz w drużynowych mistrzostwach Europy.
Mąż Swietłany Bolszakowej.

## Rekordy życiowe
- Skok wzwyż – 2,26 (2009)
- Skok wzwyż (hala) – 2,25 (2007)